# Lestes rectangularis
Lestes rectangularis – gatunek ważki z rodziny pałątkowatych (Lestidae). Występuje na terenie Ameryki Północnej.